# E571
E571 eller Europaväg 571 är en 400 kilometer lång europaväg som går mellan Bratislava och Košice i Slovakien.

## Sträckning
Bratislava - Zvolen - Košice

## Standard
Vägen är landsväg hela sträckan, förutom en kort bit motorväg närmast Bratislava.

## Anslutningar till andra europavägar
| - E65 - E75 - E572 | - E77 - E50 - E71 |